# Actio popularis
Actio popularis (volksvordering) is een juridische term. Het betekent het recht van eenieder (elk lid van het volk) om bezwaar te maken tegen overheidsbeslissingen, zelfs wanneer men bij de zaak geen persoonlijk belang heeft. 
In de meeste moderne rechtsstelsels is de actio popularis verboden. De wet schrijft dan voor dat men een persoonlijk belang moet hebben om een proces in te leiden. Artikel 17 van het Belgisch Gerechtelijk Wetboek eist bijvoorbeeld dat diegene die een vordering instelt een belang heeft om haar in te dienen. Volgens artikel 18, al. 1, van het Gerechtelijk Wetboek moet dat belang reeds verkregen en dadelijk zijn. Volgens artikel 2, 2°, van de bijzondere wet op het Grondwettelijk Hof moet men doen blijken van een belang om een vordering tot vernietiging in te stellen tegen een wet, een decreet of een ordonnantie. Volgens artikel 19, al. 1, van de wetten op de Raad van State moet men een belang hebben om een beroep in te dienen bij de Raad van State.
De regel volgens welke men geen vordering kan instellen zonder belang wordt in België vaak uitgedrukt met de Franse rechtsspreuk Pas d'intérêt, pas d'action ("Geen belang, geen vordering"). 
Wie in België een actio popularis begint riskeert een schadevergoeding wegens Tergend of roekeloos geding te moeten betalen aan de andere partij.
In Nederland is de actio popularis in 2005 afgeschaft. Echter is er een uitzondering in artikel 3.8 lid 1 sub d van de Wet ruimtelijk ordening met betrekking op het bestemmingsplan. 